# Ashly Burch
Ashly Burch (sinh ngày 19 tháng 6 năm 1990) là một nữ diễn viên, nữ diễn viên lồng tiếng, ca sỹ, kiêm nhà văn người Mỹ. Burch được biết đến với vai lồng tiếng của Aloy trong trò chơi video Horizon Zero Dawn, Tiny Tina in the video game Borderlands 2, loạt game trên mạng Hey Ash, Whatcha Playin'?, Chloe Price trong video game Life Is Strange, Mayuri Shiina từ Steins;Gate và Sasha Braus từ Attack on Titan.
Cô là nhà văn viết truyện cho loạt truyện trên Cartoon Network Adventure Time và tác phẩm của cô trong Life Is Strange và Horizon Zero Dawn mang lại cho cô các giải Golden Joystick Awards 2015 và 2017 cho diễn xuất tốt nhất. Cô cũng là người dẫn chương trình của loạt  của Unplugged Geek & Sundry.

## Thời trẻ
Burch lớn lên ở Phoenix, Arizona và có một người anh trai tên là Anthony. Cả cô và anh trai đều có tổ tiên hỗn hợp, với bố là người da trắng và mẹ là người nhập cư của dân tộc Thái / Đông Ấn. Burch tin rằng con đường sự nghiệp của cô là một nữ diễn viên lồng tiếng cho "Metal Gear Solid ở tuổi 12. Khi nhìn thấy tên của diễn viên lồng tiếng David Hayter cùng với tên của các nhân vật chính, cô đã googled tên của anh ấy và nhận ra rằng có những người thực sự lồng tiếng cho các nhân vật và cô nhận ra đó là điều cô muốn làm trong sự nghiệp. Burch tốt nghiệp Occidental College ở Los Angeles năm 2012.